# Sarajevska burza
Sarajevska burza (na bošnjačkom jeziku: Sarajevska berza, skraćeno: SASE, od engleskog naziva Sarajevo Stock Exchange) najznačajnija je burza vrijednosnih papira u Bosni i Hercegovini. Smještena je na adresi Ulica Đoke Mazalića 4 u Sarajevu. U studenom 2012. godine ukupna vrijednost dionica kompanija koje su kotirale na ovoj burzi iznosila je oko 740 milijuna Konvertibilnih maraka (oko 377 milijuna eura). Dnevni burzovni promet bilježi značajne varijacije, a u 2012. godini kretao se prosječno oko 500.000 Konvertibilnih maraka (oko 240.000 eura). Burza je organizirana kao dioničko društvo.

## Povijest
Sarajevska burza osnovana je 13. rujna 2001. godine od strane osam brokerskih kuća, dok je službeno trgovanje počelo dana 12. travnja 2002. godine. Godine 2003. uveden je indeks BIFX, dok je SASX-10 uveden 2006. Dana 28. siječnja 2008. Burza se seli u nove prostorije.

## Trgovanje
Na Sarajevskoj burzi danas se najviše trguje dionicama,  dok ostalo čine udjeli u zatvorenim investicijskim fondovima te obveznice. Trgovanje se u potpunosti odvija elektroničkim putem. Burza je otvorena svaki radni dan od 09:00 do 13:30 sati, a zatvorena je vikendima, državnim blagdanima i danima o kojima je javnost unaprijed obaviještena. Dozvole za trgovanje izdaju se na godišnjoj bazi.

## Indeksi
Na Burzi postoje 4 indeska: BFIX, SASX-10, SASX-30 te BATX (obuhvaća kompanije sa Sarajevske i Banjolučke burze).